# Pommerenoffensief
Het Pommerenoffensief (Russisch: Восточно-Померанская наступательная операция) was een strategische operatie van het Rode Leger aan het oostfront in de eerste maanden 1945. De aanwezigheid van Duitse strijdkrachten in het zogenaamde Baltische balkon betekende een bedreiging voor de noordflank van de geplande aanval op Berlijn. Begin februari 1945 besliste Stavka dat eerst deze dreiging moest worden vernietigd voor de aanval op de Duitse hoofdstad kon beginnen. Vanaf 24 februari 1945 tot 4 april 1945 werd de Wehrmacht verdreven uit Pommeren en de Duitse strijdkrachten moesten zich terugtrekken achter de Oder. Aanvankelijk was enkel het 2e Wit-Russische Front onder leiding van maarschalk Konstantin Rokossovski belast met de aanval, maar na de Duitse tegenaanval bij Arnswalde, kreeg ook het 1e Wit-Russische Front, van maarschalk Georgi Zjoekov de opdracht de Duitse strijdkrachten uit Pommeren te verdrijven.
Het verlies van deze provincie, en vooral van de havenstad Danzig betekende een zware slag voor het Duitse moreel.

## Winter 1945
Eind oktober 1944 begon Stavka aan de planning van de winterveldtocht van het Rode leger. Deze veldtocht moest leiden tot de verovering van Berlijn en definitieve vernietiging van het Derde Rijk. Volgens het plan van Stavka was de oorlog te beëindigen in 45 dagen. Langsheen het gehele front zou het Rode leger in de aanval gaan. Op 13 januari 1945 begon het Weichsel-Oder offensief en op 31 januari 1945 was de frontlijn genaderd tot op minder dan 70 kilometer van de Duitse hoofdstad.
Toch was niet alles volgens plan verlopen voor de Sovjets. Oorspronkelijk had het 2e Wit-Russische Front opdracht gekregen om de noordelijke flank van het 1e Wit-Russische Front te beschermen en de Duitsers uit Pommeren te verdrijven. Daarna moesten ze verder naar het westen oprukken en de Oder oversteken ten noorden van Schwedt. Tijdens de gevechten in Oost-Pruisen was de Duitse tegenstand echter sterker dan verwacht en het 2e Wit-Russische Front verlegde zijn opmars naar het noorden zodat het Duitse 4e leger in Oost-Pruisen werd afgesneden. Hierdoor werden de Duitse strijdkrachten in Pommeren ongemoeid gelaten en ze kregen tijd om zich te verzamelen voor een tegenaanval.

## Situatie aan het oostfront
Het Weichsel-Oder offensief en de aanval op Oost-Pruisen hadden een grote uitstulping in de frontlijn gemaakt. Het gebied rond Koningsbergen en Heiligenbeil was nog in Duitse handen, maar deze pocket was afgesneden van de rest van het Duitse rijk. Vanaf het Frisches Haff liep de nieuwe frontlijn langs Elbing zuidwaarts naar Graudenz. Beide steden waren echter nog in handen van het 2e leger. Vervolgens boog de frontlijn zich naar het westen en liep door Pommeren via Ratzebuhr tot aan de Oder. Dit gebied stond bekend als het Baltische balkon. De Duitsers hadden een smalle verdedigingslinie achter de Oder opgericht van Schwedt tot aan Ratibor, maar de voorhoede van het 1e Wit-Russische Front had op verscheidene plaatsen de rivier reeds overgestoken.

### Sovjetzijde
Ondanks het succesvolle Weichsel-Oderoffensief stond maarschalk Georgi Zjoekov eind januari 1945 voor een dilemma. In plaats van een gesloten front te vormen waren de verschillende legergroepen verspreid tijdens het offensief. Het 1e Oekraïense Front bevond zich aan de bovenloop van de Oder, maar de legers waren naar het zuidwesten gericht. De beide tanklegers van het 1e Wit-Russische Front rukten in snel tempo op naar de Oder, maar de infanterielegers van maarschalk Zjoekov konden het hoge tempo niet volgen. Tijdens hun opmars waren verschillende steden gepasseerd door de tanklegers, maar de Duitse garnizoenen hielden nog steeds stand in Posen, Küstrin, Arnswalde en Schneidemühl. De belegering van deze steden kostte het 1e Wit-Russische Front veel tijd en manschappen waardoor het front zijn strijdkrachten versnipperde. Het 2e Wit-Russische Front bevond zich in het zuiden van Oost-Pruisen in plaats van Pommeren. Het was verwikkeld in hevige gevechten met het Duitse 4e Leger op de rechteroever van de Weichsel en de opmars was vertraagd. In plaats van gelijke tred te houden met zijn zuidelijke buurman was dit front afgebogen naar het noorden. Naarmate de voorhoede van het 1e Wit-Russische Front de Oder naderde, werd de opening tussen beide fronten steeds groter.
Maarschalk Zjoekov begon nu aan het tweede deel van het Stavka-plan. Op 26 januari 1945 ontvouwde hij zijn plan voor de definitieve aanval op Berlijn. Hij wilde de opmars van zijn tanklegers gedurende enkele dagen vertragen. Tijdens deze periode zouden zijn legers hun voorraden moeten aanvullen, herstellingen uitvoeren en de infanterielegers kregen de tijd om hun achterstand in te lopen. Na de hergroepering moest de Oder worden overgestoken en Berlijn vanuit het noorden worden omsingeld. Maarschalk Zjoekov verwachtte dat hij ten laatste op 20 februari 1945 de Duitse hoofdstad zou bereiken. De aanval op Pommeren beschouwde hij als van secundair belang. Zijn aandacht was gericht op Berlijn. Hij verwachtte dat het 2e Wit-Russische Front zijn rechterflank zou dekken en Pommeren veroveren.
In werkelijkheid liepen zijn troepen reeds voor op dit schema. Op 31 januari 1945 staken eenheden van het 5e Stoottroepenleger nabij Küstrin de bevroren Oder over. Een dag later bereikte ook het 8e Garde Leger de rivier ten zuiden van de stad. De eenheden waren echter volledig uitgeput en ze hadden een gebrek aan munitie en andere voorraden. De strijd in deze bruggenhoofden was bijzonder hevig, want de Duitsers wierpen hun laatste reserves in de strijd om de Sovjets van de linkeroever van de Oder te verdrijven. Slechts met grote moeite wisten de Sovjets hun bruggenhoofden te behouden. Begin februari 1945 veranderde het weer en het begon te dooien. De bevoorrading over de rivier verliep een stuk moeilijker door het drijvende ijs.
Op 8 februari 1945 vaardigde Stavka nieuwe bevelen uit voor de voortzetting van het eindoffensief naar Berlijn. Maarschalk Rokossovski kreeg de taak om de Duitsers uit Pommeren te verdrijven en daarna de Baltische havens te veroveren. Behalve de vier legers waarover hij reeds beschikte, kreeg hij ook het 19e leger, afkomstig van het Finse Front. Volgens de plannen moest het 2e Wit-Russische Front op 20 februari de monding van de Weichsel hebben bereikt en Neustettin hebben veroverd. Op deze manier zou de noordflank van het 1e Wit-Russische Front worden beschermd tegen een aanval vanuit het Baltische balkon.
Maarschalk Zjoekov en zijn 1e Wit-Russische Front kregen opdracht de aanval op Berlijn verder te zetten. Zijn plan van 26 januari werd echter gewijzigd door het Sovjet opperbevel. Het 5e Stoottroepenleger, het 8e Gardeleger, het 33e Leger en het 69e Leger moesten de bestaande bruggenhoofden over de Oder uitbreiden en indien mogelijk met elkaar verbinden. Vanuit de bruggenhoofden ten noorden van Küstrin zouden deze vier legers naar Berlijn oprukken en de stad vanuit het noorden omsingelen. Zodra er een bres was geslagen in de Duitse verdediging zouden de beide tanklegers worden ingezet. Om zijn rechterflank te beschermen, moesten het 47ste leger en het 61ste leger, tijdelijk gesteund door het 2de Gardetankleger, de Duitsers terugdrijven achter de lijn Ratzeburg- Stargard. Daarna moesten beide infanterielegers naar het westen zwenken en de Oder tussen Altdamm en Stettin oversteken. Het tankleger zou terug naar het zuiden worden verplaatst. Het 1ste Poolse leger en het 3e Stoottroepenleger moesten de achterhoede beschermen en de verbinding met het 2e Wit-Russische Front houden. Uit deze bevelen blijkt dat Stavka de aanval op Pommeren niet van secundair belang beschouwde, want vijf legers waren bestemd voor de strijd in deze provincie.
Maarschalk Zjoekov begon onmiddellijk met de hergroepering van zijn legers, maar dit was geen eenvoudige operatie. Sneeuwbuien en ijzel hinderden de verplaatsing. Bovendien waren de wegen in slechte toestand. De Duitsers hadden tijdens hun terugtocht versperringen aangebracht en bruggen opgeblazen. Door hun snelle opmars hadden de Sovjets nog niet de nodige reparaties kunnen uitvoeren. Onderdelen van het 47ste leger en het 3e Stoottroepenleger begonnen zich te verplaatsen naar de omgeving van Pyritz, maar de rest van beide legers belegerde nog steeds Schneidemühl, Arnswalde en Deutsch Krone. Deze laatste stad viel op 11 februari in handen van de Sovjets. Op 13 februari 1945 wist het garnizoen van Schneidemühl uit te breken en de Duitsers probeerden hun eigen linie te bereiken. De aanwezigheid van de Duitse eenheden in hun achterhoede stuurde de logistieke planning van het 1e Wit-Russische Front nog meer in de war. Maarschalk Zjoekov stuurde het 61ste leger en het 2de Garde tankleger eveneens naar het noorden om het gat achter het 47ste leger op te vullen, maar dit maakte de chaos alleen maar groter. Het overbelaste wegennet werd nog meer belast en er ontstond een grote verkeerschaos.
Ondertussen was duidelijk geworden dat het 2e Wit-Russische Front zijn taak niet aankon. Onder strikt bevel van Stavka was maarschalk Rokossovski op 10 februari 1945 begonnen met zijn offensief. Na een aanvankelijke succes was zijn opmars echter tot stilstand gekomen. De voorste eenheden waren ongeveer 40 kilometer opgerukt, maar ze waren nog ver verwijderd van Danzig en Gotenhafen. Het weer, het terrein en de toenemende Duitse tegenstand deden de opmars vastlopen. Het ambitieuze aanvalsplan van Stavka hield geen rekening met de werkelijke toestand. De legers van Rokossovski waren reeds vanaf begin januari in de aanval en ze waren dringend toe aan rust en herbevoorrading. Maarschalk Rokossovski had zijn bezwaren meermaals geuit, maar Stavka had hem bevolen om de operatie uit te voeren.
Ondertussen was de situatie aan de noordflank van het 1e Wit-Russische Front verergerd. Op 15 februari 1945 lanceerden de Duitsers Operatie Sonnenwende. De aanval verraste het 47ste leger en de voorhoede van het 2de Garde tankleger. Plaatselijk wisten de Duitsers de Sovjets terug te drijven en het belegerde garnizoen van Arnswalde te ontzetten. Gelukkig voor maarschalk Zjoekov waren de Duitsers in de aanval gegaan vooraleer ze hun aanvalsmacht hadden kunnen concentreren. In plaats van een krachtig offensief bestond Operatie Sonnenwende uit niet meer dan enkele lokale tegenaanvallen. Toch verstoorden de Duitse tegenaanvallen de verplaatsingen van het 1e Wit-Russische Front. Op 19 februari 1945 nam maarschalk Zjoekov de beslissing om zijn offensief in de richting van Berlijn tijdelijk op te schorten en zijn aandacht op Pommeren te richtten.
In de loop van februari 1945 had maarschalk Zjoekov zijn plannen driemaal gewijzigd en zijn rechtervleugel telkens versterkt, maar zijn hoofddoel bleef Berlijn. Stavka gaf hem bevel om zijn offensief in de richting van Berlijn op te schorten zodat de vrijgekomen troepen in Pommeren konden worden ingezet. Nu besloot hij geen enkel risico te nemen en de volle kracht van zijn legergroep in de strijd te gooien. Slechts drie van zijn tien legers bleven aan de Oder. De overige legers, waaronder de beide tanklegers, zwenkten naar het noorden. Maarschalk Zjoekov plande één krachtige aanval op de linkervleugel van het Duitse 3e Pantserleger tussen Reetz en Neustettin en secundaire aanvallen in de richting van Stargard en Altdamm. Na de doorbraak moest het gebied ten westen van de lijn Neustettin-Kolberg worden veroverd in twee weken.

### Slagorde van het Rode Leger
- 1e Wit-Russische Front
  - 47e Leger
  - 1e Poolse leger
  - 3e Stoottroepenleger
  - 61e Leger
  - 1e Garde-tankleger
  - 2e Garde-tankleger
  - 5e Stoottroepenleger
  - 8e Garde Leger
  - 69e Leger
  - 33e Leger
- 2e Wit-Russische Front
  - 19e Leger
  - 2e Stoottroepenleger
  - 49e Leger
  - 60e Leger
  - 5e Garde-tankleger

### Duitse zijde
De ineenstorting van Heeresgruppe A tijdens het Weichsel-Oder offensief en het verlies van Oost-Pruisen had de Wehrmacht zwaar op de proef gesteld. Het leek alsof de nederlaag slechts een kwestie van dagen was. Er heerste chaos en verwarring bij het Duitse opperbevel, maar eind januari 1945 begonnen de Duitsers zich weer te organiseren. Hoewel de frontlijn een grote uitstulping vertoonde en de Sovjets de Duitse hoofdstad naderden, waren er toch enkele positieve punten. Het Duitse 2e Leger was vrijwel ongehavend uit Oost-Pruisen teruggetrokken en het vormde een sterke verdedigingslinie op de linkeroever van de Weichsel. Ook waren de restanten van het Duitse 9e Leger begonnen met zich te hergroeperen op de westelijke oever van de Oder. Adolf Hitler klampte zich aan deze strohalmen vast en hij behield het geloof in de eindoverwinning.
Op 24 januari 1945 gaf het bevel tot de oprichting van een nieuwe Heeresgruppe. Deze nieuwe Heeresgruppe Weichsel omvatte het 2e Leger dat het zogenaamde Baltische balkon verdedigde van Elbing tot aan de Oderen het 9e Leger, dat achter de Oder was gelegerd en de toegangswegen tot Berlijn verdedigde. In het centrum bevond zich het pas opgerichte 11e Leger (deze eenheid kwam bekend te staan onder de naam 11. Panzerarmee of 11. SS-Panzerarmee, maar dat was niet de officiële naam). Oorspronkelijk was het de bedoeling om het pantserleger op te bouwen rond het 3e Pantserleger, maar toen duidelijk werd dat het hoofdkwartier van dit leger niet op tijd uit Koningsbergen kon worden geëvacueerd, besliste het Duitse opperbevel om het hoofdkwartier van het III (Germaanse) SS Pantserkorps van generaal Felix Steiner te gebruiken als basis van het nieuwe leger. Op 25 januari 1945 herschikte Hitler de resterende Heeresgruppen. Heeresgruppe Nord, die opgesloten zat in Koerland, werd Heeresgruppe Kurland, de verslagen Heeresgruppe A, die bestond uit de restanten van het Duitse 17e Leger en het vernietigde 4e Pantserleger, werd Heeresgruppe Mitte en de oude Heeresgruppe Mitte, die omsingeld was in Oost-Pruisen, werd Heeresgruppe Nord. Hoewel het louter een administratieve herschikking was, gaf het toch de indruk dat de Duitse troepen aan het oostfront versterkingen hadden gekregen. Zowel de Duitse soldaten als de Sovjets dachten dat er een extra leger was verschenen aan het front.
De Duitse stafchef, generaal Guderian, stelde voor om generaal-veldmaarschalk von Weichs te benoemen tot bevelhebber van Heeresgruppe Weichsel, maar Hitler besloot om Reichsführer Heinrich Himmler aan te stellen als nieuwe commandant. Heinrich Himmler had geen enkele militaire ervaring en hij liet het werk aan zijn ondergeschikten over. Vanuit zijn commandotrein stuurde hij hoogdravende bevelen, die niets met de realiteit hadden te maken. Toen de Duitse tegenaanval bij Arnswalde van start ging, was generaal Wenck de feitelijke bevelhebber.

### Slagorde van deWehrmacht
- Heeresgruppe Weichsel (Reichsführer-SS Heinrich Himmler)
  - 2e Leger (Generaal Walter Weiss)
    - 7e Pantserkorps (Generaal Mortimer von Kessel)
    - 46e Pantserkorps (Generaal Martin Gareis)
    - 27ste Legerkorps (Generaal Maximilian Felzmann)
    - 23ste Legerkorps (Generaal Walter Melzer)
    - 18e Bergkorps (Generaal Friedrich Hochbaum)

  - 3e Pantserleger (Generaal Ehrhard Raus)
    - Korps Tettau (Generaal Hans von Tettau)
    - III (Germaanse) SS Pantserkorps (Luitenant-generaal Martin Unrein)
    - 10e SS Korps (Luitenant-generaal Günther Krappe)

## Offensief

### Konitz-Köslin offensief: poging van het 2e Wit-Russische Front (10 februari 1945 - 6 maart 1945)

#### Strijd om Tuchler Heide
Maarschalk Rokossovski stond onder zware druk van Stavka en hij had vruchteloos geprobeerd om de aanval uit te stellen. Hij had zijn legers nog niet kunnen concentreren. Het 19de leger, dat als versterking was beloofd, was nog niet gearriveerd en het 2e Stoottroepenleger bevond zich nog op de rechteroever van de Weichsel. Ook waren nog steeds een aantal eenheden van het 2e Wit-Russische Front betrokken in de belegering van Graudenz. Het 70ste leger, 49ste leger en het 65ste leger, de drie legers die het offensief zouden inzetten, hadden bovendien een gebrek aan tanks, pantservoertuigen en munitie. Ook waren de verliezen die deze legers hadden geleden tijdens de gevechten in Oost-Pruisen nog niet aangevuld. De infanteriedivisies waren ver onder hun normale sterkte. Ze telden slechts 4000 in plaats van de gebruikelijke 9000 manschappen. Maarschalk Rokossovski protesteerde dat hij niet voldoende slagkracht had om zijn opdracht uit te voeren. Stavka negeerde zijn protesten en beval hem om de aanval in te zetten.
Op 10 februari 1945 begon het offensief van het 2e Wit-Russische Front. Van Graudenz tot Sepolno gingen de Sovjets in de aanval. Hun eerste doelwit was de verovering van de Tuchler Heide, een gebied dat uitermate geschikt was om te verdedigen. Dit bosrijke gebied strekte zich uit tussen de Brda en de Wda. Het terrein was bedekt door een dichte begroeiing van bomen en struikgewas afgewisseld met ondiepe vennen en turfputten. Er waren weinig beschikbare wegen, die bovendien allemaal van slechte kwaliteit waren. De Duitsers hadden zich goed ingegraven en het terrein was bezaaid met mijnen, prikkeldraad en houten bunkers. De zware sneeuwval van begin februari had deze versterkingen bedekt zodat ze moeilijk te onderscheiden waren in het landschap.
Dankzij zijn massaal overwicht aan artillerie wist maarschalk Rokossovski al op de eerste dag een bres van 20 kilometer in de Duitse linie te slaan waardoor het 65ste leger kon oprukken. Ondanks dit aanvankelijk succes verliep de verdere opmars van het 2e Wit-Russische Front eerder moeizaam. Zodra de aanvallers buiten bereik van hun eigen artillerie waren opgerukt, vertraagde hun aanval. De 73ste infanteriedivisie en de 542ste volksgrenadiersdivisie van het Duitse 2e leger hielden goed stand tegen de overmacht. Hun verdediging stortte niet ineen, maar ze trokken zich op ordelijke wijze langzaam terug naar het noorden. Omsingelde Duitse eenheden bleven weerstand bieden. Zodra bij een Sovjet-aanval de tanks waren uitgeschakeld, trok de begeleidende infanterie zich terug en wachtte tot de gemechaniseerde artillerie was opgerukt om de Duitse posities onder vuur te nemen. Die pauze gaf de Duitsers kans om zich terug te trekken en zich enkele kilometers verder opnieuw zich in te graven. Door het bosrijke gebied verloren de Sovjetdivisies het contact met elkaar en in de openingen die ontstonden tussen de aanvallende eenheden, konden kleine groepjes Duitsers infiltreren. Ze vielen de oprukkende Sovjets aan in de flank. Sommige gebieden moesten verschillende malen door de aanvallers worden gezuiverd en het was niet meer duidelijk welke stukken van het bos in handen van de Sovjets waren en welke delen nog in Duitse handen. De strijd werd gereduceerd tot een gevecht tussen compagnieën, waarbij het moeilijke terrein verhinderde dat de Sovjets hun overwicht konden uitbuiten. Op 19 februari bereikte de voorhoede van het 65ste leger de noordelijke rand van de Tuchler Heide nabij Gniew. Op tien dagen had het 2e Wit-Russische Front slechts 40 kilometer afgelegd. Dit stond in schril contrast met de snelle opmars gedurende de vorige maand.
Op 20 februari 1945 schortte maarschalk Rokossovski de aanval op. Zijn drie legers kregen nu de tijd om zich te hergroeperen en hun verliezen aan te vullen. Uit verkenningen was gebleken dat de Duitsers troepen hadden weggehaald bij Neustettin en Mariënburg om hun gehavende verdediging in het centrum te versterken. Daardoor waren verdedigingslinies aan de flanken van het Duitse 2de leger ernstig onderbemand. Na de val van Graudenz op 13 februari had maarschalk Rokossovski de beschikking gekregen over het 2de Stoottroepenleger en ook was eindelijk het 19de leger aan het front gearriveerd. Hij besloot om deze versterkingen tegen de verzwakte Duitse flanken in te zetten. Het 2de Stoottroepenleger zou de rechtervleugel van het aanvalsfront vormen en langs de oever van de Weichsel oprukken naar Mariënburg, Elbing en ten slotte Danzig. Het nieuwe 19de leger werd aan de linkerzijde gezet en moest samen met het 1e Wit-Russische Front in de richting van Kolberg oprukken. De drie legers in het centrum kregen opdracht om aan te vallen wanneer de vleugels een doorbraak hadden geforceerd.

#### Doorbraak

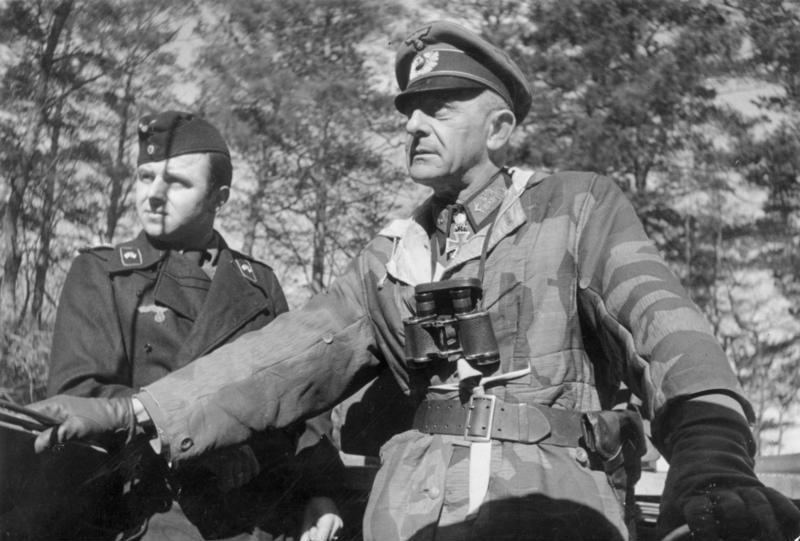
Generaal Mauss, bevelhebber van de 7de Pantserdivisie

Op 24 februari 1945 lanceerde het 2e Wit-Russische Front onder leiding van maarschalk Konstantin Rokossovski een nieuwe aanval op Pommeren. Het 1e Wit-Russische Front was echter nog steeds bezig zich te hergroeperen en daarom moest het 19e Leger zonder steun van Zjoekovs troepen de aanval inzetten. Het leger brak nabij Konitz, ten oosten van Neustettin, door een zwakke plek in de Duitse verdediging. Het rukte 20 kilometer op in de richting van de kust. De Duitsers wierpen hun laatste reserves in de strijd om deze aanval te stoppen. Het 19e leger, afkomstig van het rustige front in Finland, was niet vertrouwd met de verbetenheid waarmee de Duitsers vochten en de opmars begon te vertragen. Onmiddellijk greep maarschalk Rokossovski in. Hij ontsloeg de legercommandant en hij wierp het 3e Garde Tankkorps in de strijd om samen met het 19e Leger de opmars verder te zetten. Op 26 februari 1945 braken de tankbrigades bij Baldenburg door de Pommernwall. Generaal Weichs verzamelde een strijdmacht, bestaande uit de restanten van de 7e Pantserdivisie, 32e Divisie en de 4e SS-Polizeidivisie, maar de tegenaanval was te zwak. Op 27 februari 1945 viel Neustettin in handen van het 2e Garde Cavaleriekorps. Het Duitse front in Pommeren stortte volledig ineen. Er gaapte een opening van 40 kilometer tussen het Duitse 2e Leger en het naburige 3e Pantserleger. Door die opening stuurde maarschalk Konstantin Rokossovski zijn legers naar het noorden. Het Duitse georganiseerde verzet was verdwenen. De soldaten probeerden samen met duizenden burgers Danzig en Gotenhafen te bereiken. De Sovjettanks van het 3e Garde Tankkorps en de ruiters van het 2de Garde Cavaleriekorps rukten op naar het noorden. Niet langer de Duitse soldaten zorgden voor vertraging, maar het ontbreken van goede wegen was de voornaamste oorzaak van de langzame opmars. Op 2 maart 1945 bereikte de voorhoede de kust ten oosten van Köslin. Het Duitse 2e Leger was afgesneden van de rest van Heeresgruppe Weichsel.
Op zijn rechterflank rukte het 2e Stoottroepenleger op langs de oever van de Weichsel. De opmars van dit leger dreigde de laatste verbinding met Oost-Pruisen af te snijden.

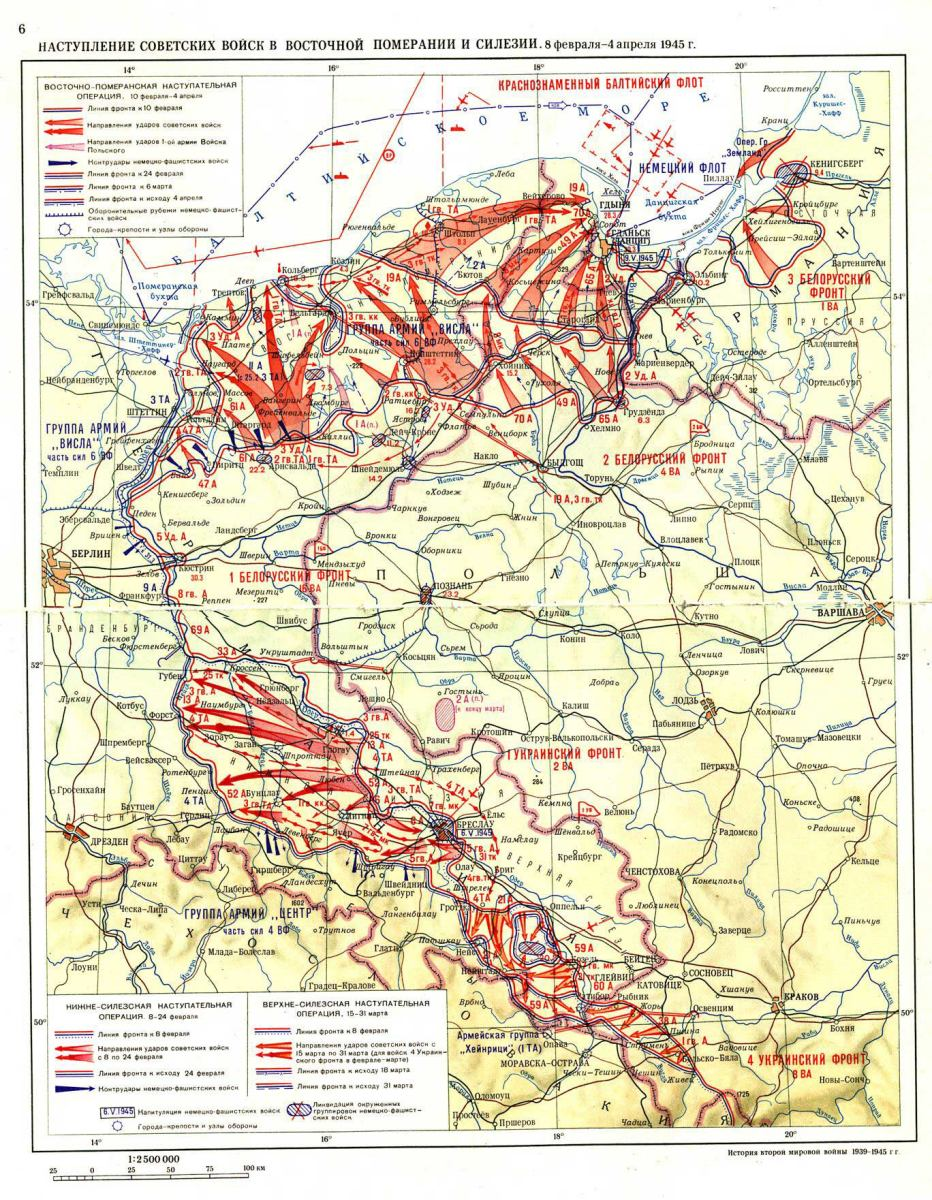
Situatie aan het Oostfront in 1945

### Het 1ste Wit-Russische Front mengt zich in de strijd: Arnswalde-Kolberg offensief (1 maart 1945 - 18 maart 1945)
Aanvankelijk verraste Operatie Sonnenwende maarschalk Zjoekov, maar tegen 19 februari 1945 had de Duitse tegenaanval zijn kracht verloren. Het initiatief ging terug naar de Sovjets. Maarschalk Zjoekov wierp eenheden van het 61ste leger en het 2e Gardetankleger in de strijd om het verloren terrein terug te winnen en de Duitsers terug te drijven. De verschillende gevechtsgroepen van 11de SS-Pantserleger waren nog steeds een sterke strijdmacht en ze verdedigden zich erg fel. Vooral de Köningstijgers met hun lange-afstandskanonnen veroorzaakten veel verliezen onder de Sovjettanks, maar de overmacht was te groot. Het 61e Leger wist Arnswalde te veroveren, maar daarna liep de Sovjetaanval vast. Het Duitse opperbevel maakte gebruik van de adempauze in de gevechten om de sterkste eenheden van het het 11e Leger terug te trekken over de Oder. De overgebleven divisies werden op 22 februari 1945 overgedragen aan het 3e Pantserleger onder bevel van generaal Raus. Het 11e Leger bestond niet meer.
Op 22 februari 1945 kreeg generaal Raus de verantwoordelijkheid over de frontlijn van Schwedt aan de Oder tot Deutsche Krone in het oosten. Hij gaf bevel om tankversperringen aan te leggen op alle bruggen, wegen en dorpen. Leden van de Volksturm, gewapend met pantservuisten, bewaakten deze barricades. Met zijn reguliere troepen vormde generaal Raus een kleine mobiele reserve, uitgerust met motorfietsen en bewapend met pantservuisten. Hoewel de haastig aangelegde versperringen meestal uit niet meer dan enkele boomstammen of betonblokken met prikkeldraad bestonden, bleken het in de strijd effectieve obstakels te zijn. De rest van het gebied bestond immers uit meren, bossen en drassige velden zodat de Sovjettanks verplicht waren om de wegen te gebruiken.
De doorbraak bij Baldenburg op 24 februari bedreigde de linkerflank van het 3de Pantserleger. De tankbrigades van het 3de Gardetankkorps rukten op naar Büblitz en ze dreigden de verbinding met het 2de leger af te snijden. Generaal Raus stuurde zijn kleine reserve strijdmacht naar Bublitz om de opmars te vertragen. Hierdoor verzwakte hij zijn eigen verdedigingslinie.
Op 1 maart 1945 begon eindelijk de aanval van het 1ste Wit-Russische Front. Het 3e Stoottroepenleger, het 1ste Garde Tankleger en het 2de Garde Tankleger vielen aan ten westen van Neustettin. Maarschalk Zjoekov concentreerde zijn voornaamste aanval op Reetz, de scheiding tussen het 10e SS Korps en het III (Germaanse) SS Pantserkorps. De zwakke Duitse divisies hadden geen schijn van kans om de Sovjets tegen te houden. Op 2 maart braken ze door het front tussen Dramburg en Falkenburg. Het III (Germaanse) SS Pantserkorps werd naar het westen teruggedrongen en hierdoor dreigde de omsingeling van het 10e SS Korps. Generaal Raus had geen reserves meer om dit gat te dichten. Ten oosten van het 3e Pantserleger was de rechtervleugel van het 2e Leger op de vlucht geslagen in de richting van Danzig. Als een kaartenhuis stortte de verdediging in elkaar. Op 3 maart 1945 verloor generaal Raus het contact twee van zijn korpsen, het 10e SS Korps en het Korps Tettau. Hij vroeg toestemming om beide korpsen te hergroeperen ten westen van de Oder, maar de bevelhebber van Heeresgruppe Weichsel, reichsführer Heinrich Himmler, weigerde toestemming. Himmler had alle zin voor realiteit verloren. Hij gaf generaal Raus het bevel om in oostelijke richting aan te vallen, het contact met het 2de leger te herstellen en de vijand terug te drijven naar Arnswalde. Ondertussen stroomden de tankbrigades van het 1e Wit-Russische Front verder naar het noorden. Het 3e Stoottroepenleger en het 1e Poolse leger volgden hen op de voet en ze consolideerden de terreinwinst. Op 4 maart 1945 bereikte de voorhoede van het 1e Garde Tankleger nabij Kolberg de Oostzee. Het stadje bleef tot 18 maart in handen van de Duitsers. Het volledige Duitse 2de leger en twee korpsen van het 3de Pantserleger waren afgesneden van de rest van het Duitse Rijk.

#### Ontsnapping van Korps Tettau
Ondertussen verliep de opmars van het centrum van het 1e Wit-Russische Front moeizamer. Op de eerste dag van de aanval kon het 61e Leger geen doorbraak forceren. Het III (Germaanse) SS Pantserkorps bood hevige weerstand. Generaal Steiner trok zich langzaam terug in de richting van Stargard. De Sovjets dachten dat ze hem op de vlucht hadden gedreven, maar op 2 en 3 maart lanceerde generaal Steiner verschillende tegenaanvallen op de flank van het 61e Leger. Deze aanvallen vertraagden de opmars van de Sovjets. Ze waren verplicht om verkenningen uit te voeren, hun flanken te ontplooien en artilleriesteun in te roepen. Maarschalk Zjoekov spoorde het 61e Leger aan om Stargard te veroveren, maar pas op 4 maart viel het stadje in handen van de Sovjets. Ook op de linkerflank vorderde de aanval niet volgens plan. Het 47e Leger probeerde een doorbraak te forceren tussen de Oder en het Madu-meer, maar de aanval liep vast in de Duitse verdediging.
Op de rechterflank verliep alles wel naar wens voor maarschalk Zjoekov. Hier had hij een gat in de Duitse verdediging gehakt en zijn mobiele eenheden rukten verder op naar het noorden. Op 5 maart was de situatie van het zwakke 10e SS Korps verslechterd. Vanuit het zuiden viel het 1e Poolse Leger aan. Het 1ste Garde tankleger viel vanuit het noorden aan en in het westen had het 3e Stoottroepenleger de ontsnappingsroute naar Stettin geblokkeerd. Het korps leed gebrek aan munitie, brandstof en voedsel. Het 10de SS-korps was niet langer een gevechtseenheid, maar een samenraapsel van soldaten. Generaal Krappe gaf bevel dat iedereen op eigen kracht de Duitse linies moest proberen te bereiken. Samen met ongeveer 8000 soldaten gaf hij zich op 8 maart over.
Ondertussen had generaal Von Tettau de restanten van zijn korps ten noorden van Schivelbein verzameld. De 16.000 soldaten werden vergezeld door ongeveer 40.000 vluchtelingen, die naar het westen probeerden te ontkomen. Hij organiseerde zijn strijdkrachten in drie gevechtsgroepen van elk 3000 soldaten. In de voorhoede van elke gevechtsgroep plaatste hij Russisch sprekende soldaten in buitgemaakte Sovjetvoertuigen. De achterhoede van het 3de Stoottroepenleger werd verrast en generaal von Tettau wist ten noorden van Schivelbein de omsingeling te doorbreken. Zijn eenheden trokken via de bossen en velden naar de kust in de hoop om door de Kriegsmarine te worden geëvacueerd. Na een uitputtende tocht bereikte hij Horst, maar er waren geen schepen ter beschikking. De communicatie met het hoofdkwartier van het 3e Pantserleger werd hersteld en generaal von Tettau stuurde een bericht dat hij van plan was om langs de kust naar Dievenow te trekken. Samen met admiraal Dönitz stuurde generaal Raus schepen naar dit havenstadje. Ondanks de zware Sovjet aanvallen wisten ze het korps over zee te evacueren. Generaal von Tettau zorgde ervoor dat ook de burgervluchtelingen werden geëvacueerd.

### Verovering van de havensteden: Danzig offensief (7 maart 1945 - 31 maart 1945)
Nadat de eenheden van het 2e Wit-Russische Front de Baltische kust hadden bereikt, richtte maarschalk Konstantin Rokossovski zijn aandacht op Danzig en Gotenhafen. Hij verlegde de aanvalsrichting van zijn front van het noorden naar het oosten, waarbij zijn rechterflank zich had verankerd aan de Weichsel. In een reusachtige zwaaibeweging dreef Rokossovski de restanten van het Duitse 2e leger in de richting van de beide havensteden. Samen met deze troepen werden ook ongeveer 1,5 miljoen vluchtelingen samengedrukt in een steeds kleiner wordend gebied.
Rond Danzig en Gotenhafen waren bunkers en kazematten gebouwd, maar deze versterkingen waren gericht op een aanval vanuit de zee. Het Rode leger naderde nu over het land en deze bunkers waren nutteloos. In de eerste weken van maart begonnen de Duitsers met het opbouwen van een verdedigingslinie die naar het westen was gericht. In de bosrijke heuvels ten westen van de steden legden de soldaten en burgers een linie van bunkers en prikkeldraadversperringen aan.
Op 8 maart 1945 leende maarschalk Zjoekov zijn 1ste Garde Tankleger aan maarschalk Rokossovski. Hij waarschuwde zijn collega dat hij het leger in dezelfde staat wou terugkrijgen. Deze extra versterking betekende dat het 2e Wit-Russische Front zijn opmars kon verder zetten. Ze dreven de Duitsers terug naar Rixhöft en Karthaus. De Duitse verdedigingslinie bevond zich nu zo dicht bij de kust dat de Duitse kruiser Prinz Eugen en het oude slagschip Schlesien vuursteun konden geven. De zware scheepskanonnen vernietigden een aantal T-34's en de aanval vertraagde. Deze ademruimte gaf het Duitse 2de leger de kans om zich terug te trekken naar het versterkte bruggenhoofd rond Danzig en Gotenhafen.
Generaal von Saucken nam op 12 maart 1945 het bevel over het Duitse 2e Leger op zich. Zijn enige doel was om zo lang mogelijk stand te houden zodat er zo veel mogelijk vluchtelingen konden worden geëvacueerd uit Danzig en Gotenhafen. Zijn troepen hadden echter een gebrek aan munitie, voedsel en brandstof. Het Duitse opperbevel kon hem echter geen voorraden sturen. Toen een schip geladen met munitie, bestemd voor Koerland, beschadigd de haven van Danzig binnenliep, liet generaal Von Saucken onder het mom van veiligheidsvoorschriften dit schip lossen. De munitie werd onmiddellijk onder zijn troepen verdeeld.
Op 22 maart 1945 braken de Sovjets door de verdediging bij Zoppot en het bruggenhoofd werd in twee delen gesplitst. Vanuit de heuvels konden de Sovjetkanonnen nu de havens onder vuur nemen. Honderden vluchtelingen, die op de kade stonden te wachten, werden gedood. Toch bleef de evacuatie doorgaan.

#### Val van Gotenhafen
Maarschalk Rokossovski besefte dat de verovering van de zwaar verdedigde havensteden veel verliezen zou veroorzaken. Het 19e Leger en 70e Leger kregen de taak om Gotenhafen in te nemen en daarna moesten het 49e leger en het 65e Leger Danzig veroveren. Bij de aanval op Gotenhafen hadden de Sovjets geluk. Een meisje van het Poolse verzet glipte door de Duitse linies met de kaart van de Duitse posities. Aan de hand van deze kaart richtte de Sovjetartillerie haar kanonnen op de Duitse hoofdkwartieren en in een artilleriebarrage van enkele uren werd het Duitse communicatienetwerk vernietigd. Op 25 maart veroverde het 70e leger de heuvels ten zuiden van de stad en een dag later werd er gevochten in de zuidelijke stadswijken. De Duitsers begonnen met de vernietiging van de haveninstallatie en ze brachten ook het wrak van de slagkruiser Gneisenau tot zinken als blokkadeschip. De laatste verdedigers trokken zich terug naar de Oxhofter Hoogte ten noorden van Gotenhafen. Hier hielden ze nog enkele dagen stand terwijl de Kriegsmarine met talloze kleine vaartuigen burgers en soldaten overzette tussen Oxhöft en het Hela.

#### Val van Danzig

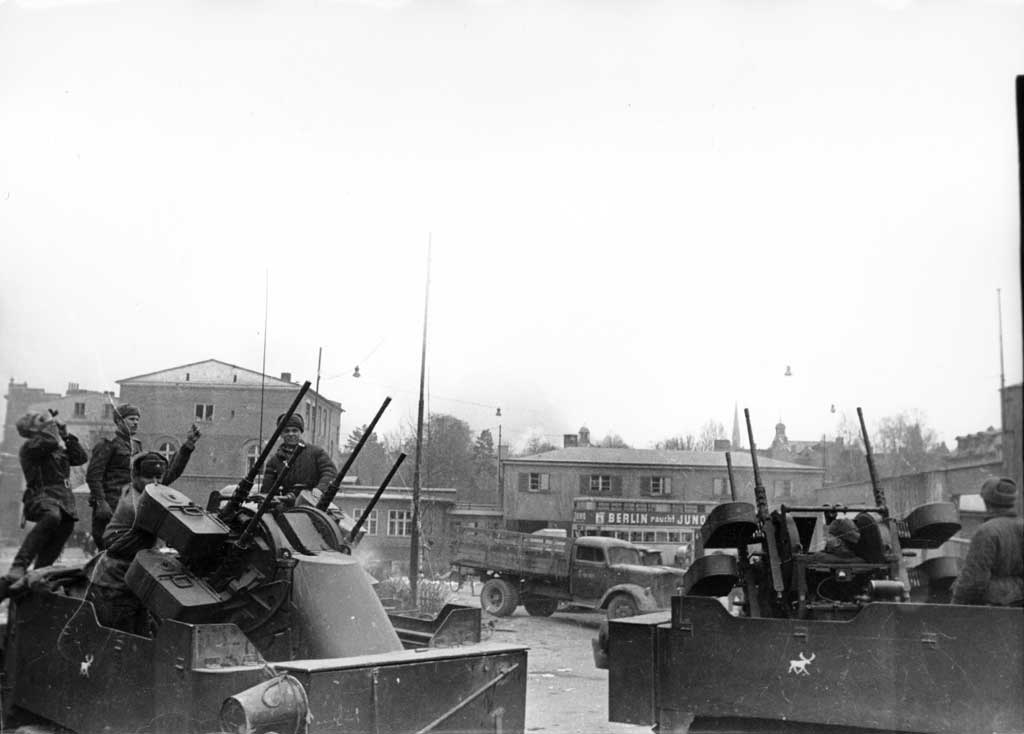
Sovjettroepen in Danzig

Op 24 maart 1945 eiste maarschalk Rokossovski de overgave van de stad, maar generaal von Saucken verwierp het ultimatum. Hij wilde zo lang mogelijk standhouden om zo veel mogelijk soldaten en burgers de kans te geven om over zee te ontsnappen. De volgende dag begon de definitieve aanval op Danzig. Het 2e Wit-Russische Front beschoot de stad met alle beschikbare artillerie. Ondertussen naderde 2e Stoottroepenleger vanuit het zuiden, het 65e Leger vanuit het zuidwesten en het 19e leger, gesteund door de tanks van het 1e Garde Tankleger vielen aan vanuit Gotenhafen. De strijd om het Oliva woud was erg hevig. Vanuit deze heuvels zou de haven rechtstreeks beschoten kunnen worden. De restanten van de 4e Pantserdivisie vormen de kern van de verdediging. De gevechten zijn erg hevig en pas op 26 maart 1945 trokken de Duitsers zich terug uit het woud.
Op 27 maart 1945 beval generaal von Saucken de ontruiming van Danzig. Dezelfde dag bereikten de eerste Sovjeteenheden de Weichsel vanuit het westen. In de stad woedde een hevig strijd, want ondanks de evacuatie bleven de Duitsers weerstand bieden. Duitse eenheden verschansten zich in de gebouwen en de Sovjets moesten voor elke huizenblok vechten. Met hun zware artillerie schoten ze de binnenstad in puin. Na vier dagen van hevige straatgevechten is de stad eindelijk in handen van het 2de Wit-Russische Front. De overlevenden van het Duitse garnizoen hadden zich niet overgegeven, maar ze waren ontkomen naar Hel en naar Nogat, aan de monding van de Weichsel. Deze enclaves hielden stand tot aan de capitulatie op 8 mei 1945.

### Laatste verzetshaarden worden opgeruimd: Altdamm offensief (12 maart 1945 - 4 april 1945)

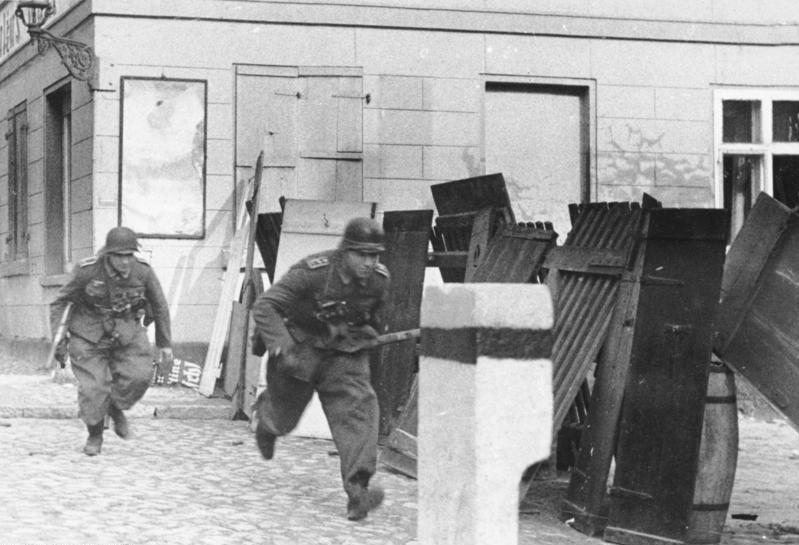
Straatgevechten in Wollin in 1945

Op 12 maart 1945 begon maarschalk Zjoekov met de laatste fase van de zuivering van Pommeren. Het Duitse bruggenhoofd bij Altdamm moest worden vernietigd, want anders zou het een bedreiging blijven voor de Sovjetlegers tijdens hun opmars naar Berlijn. Ondanks de sterke overmacht van het 1e Wit-Russische Front bleef maarschalk Zjoekov voorzichtig. Hij zette het 2de Gardetankleger, het 61ste leger en het 47e Leger in om het bruggenhoofd aan te vallen. Het 3e Stoottroepenleger werd uit de frontlijn teruggetrokken en het diende als reserve als de Duitse tegenstand te sterk zou zijn. Als extra versterking werden vier artilleriedivisie aan de aanvallende legers toegewezen. Hierdoor stonden in de sectoren waar de aanval zou plaatsvinden, meer dan 280 kanonnen per kilometer.
Op 13 maart 1945 gaf Adolf Hitler het bevel om de sterkste mobiele eenheden van het 3e Pantserleger over te brengen naar Küstrin om het Duitse 9e Leger te versterken. Op deze manier was de Duitse verdediging reeds ernstig verzwakt toen de aanval op 14 maart losbarstte. Vanuit Greifenhagen rukte het 47e leger langs de oever van de Oder naar het noorden en ze wisten de Duitse troepen erug te dringen naar de zuidelijke stadgrens. In het noorden hadden de tanks van het 2e Garde tankleger een gat geslagen in de Duitse linie. De bevelhebber van het 3e Pantserleger, generaal Hasso von Manteuffel, informeerde het Duitse opperbevel dat ze op het punt stonden om alle Duitse troepen op de rechteroever van de Oder te verliezen tenzij ze zich zouden terugtrekken. Tot ieders verbazing stemde Adolf Hitler toe. Op 20 maart 1945 evacueerde het 3e Pantserleger het Altdamm-bruggenhoofd en blies alle bruggen op.
Geïsoleerde groepen Duitse soldaten hielden nog stand en pas op 4 april was de rechteroever van de Oder volledig in handen van de Sovjets.

## Resultaat
In minder dan twee maanden had het Rode leger het Baltische balkon tussen de Oder en de Weichsel veroverd. Door de vernietiging van het Duitse 2e Leger en de verdrijving van het 3e Pantserleger was ook de dreiging voor een aanval op de noordelijke flank van het 1ste Wit-Russische Front weggenomen. Maarschalk Zjoekov kon zich nu volledig concentreren op de aanval op Berlijn.
Gedurende de laatste weken van maart en de eerste weken van april hergroepeerden het 1e Wit-Russische Front en het 2e Wit-Russische Front zich voor het laatste offensief van de oorlog. Maarschalk Zjoekov stuurde zijn troepen terug naar de Oderbruggenhoofden bij Küstrin en Frankfurt-aan-de-Oder. Maarschalk Rokossovski nam posities in aan de benedenloop van de Oder. De operatie in Pommeren betekende dat de aanval op Berlijn twee maanden werd uitgesteld.
Hoewel de burgerbevolking van Pommeren minder te lijden had van oorlogsmisdaden dan de burgers in Oost-Pruisen, werden er toch nog veel wreedheden begaan door Sovjetsoldaten. Een nieuwe golf van vluchtelingen kwam op gang. Duizenden Duitse burgers probeerden de relatieve veiligheid van het westen te bereiken via de havens van Danzig en Gotenhafen. Tijdens operatie Hannibal werden er ongeveer 2.500.000 vluchtelingen geëvacueerd.